# Svete Višarje
Svete Višarje (italijansko Monte Santo di Lussari, furlansko Mont Sante di Lussari, nemško Luschariberg ali Monte Luschari) so 1766 metrov visoka gora v zahodnih Julijskih Alpah in zaselek z znano romarsko cerkvijo Višarske Matere Božje. Nahajajo se južno od vasi Žabnice v Kanalski dolini v Italiji, od katere so oddaljene 2,5 ure hoda.

## Dostop
Na Svete Višarje iz Žabnic vodi romarska pot, ob kateri je zaradi začetka 2. svetovne vojne bilo postavljenih zgolj sedem kapelic križevega pota, v katerih so podobe, delo slovenskega slikarja Toneta Kralja. Celoten niz kapelic je na vrhu, ob cerkvi.
Iz bližine vasi (slabo označeno) je na goro speljana kabinska žičnica, ki služi tudi tamkajšnjemu smučišču, vožnja z njo pa traja 12 minut. Dostop je mogoč tudi po gozdni cesti, ki pa ni primerna za osebna vozila. Druga gozdna cesta se vzpne na goro iz Ukev. Iz Višarij je 1,5 ure hoda do Kamnitega lovca (Cima del Cacciatore) (2071 mnv). 
Osrednjo točko naselja predstavlja romarska cerkev Višarske Matere Božje.

## Galerija
- Kabinska žičnica iz Žabnic
- Zgornja postaja žičnice na Svetih Višarjah
- Kabina žičnice
- Romarska cerkev
- Kamniti lovec (2071 mnv)